# Begonia fimbristipula
Begonia fimbristipula là một loài thực vật có hoa trong họ Thu hải đường. Loài này được Hance mô tả khoa học đầu tiên năm 1883.